# Skärgårdsslaget vid Palva sund
Skärgårdsslaget vid Palva sund var ett slag under finska kriget 1808–1809. Slaget stod mellan svenska och ryska styrkor den 18 september 1808 vid Palva sund utanför Åbo.

## Bakgrund
Efter den svenska segern i Skärgårdsslaget vid Grönvikssund inledde den kung Gustav IV Adolf planera för en större landstigning på fastlandet.

## Slaget
En större rysk styrka anföll svenskarna vid Palva sund. En intensivt strid fördes mellan de två sidorna och svenskarna blev tvungna att dra sig tillbaka till Kahiluoto, dock efter att med framgång ha tillfogat den ryska styrkan stora förluster.